# Pico El Zorro
El Pico El Zorro es una formación de montaña ubicada en una exclusiva región natural de la serranía de Siruma, al suroeste del Sistema Coriano, en el punto donde se encuentran el límite sur del estado Falcón con Lara, en el occidente de Venezuela. A una altitud promedio entre 1378 m s. n. m. y 1.398 m s. n. m., el Pico El Zorro es una de las montañas más altas en Falcón. 